# Olivia Davies-McDaniel
Olivia Davies-McDaniel, née le 8 février 1994 à Laguna Beach aux États-Unis, est une footballeuse internationale philippine qui joue au poste de gardienne de but.

## Biographie
Davies-McDaniel naît à Laguna Beach en Californie et grandit à Corona, toujours en Californie. Elle fréquente la Norco High School. Sa mère, Lindy, est une Philippine qui a des racines à La Pampangue et Davao, tandis que son père, Clint, est entraîneur de football. Elle commence à jouer au football à l'âge de sept ans.
À l'université, Davies-McDaniel joue pour les Cal State Fullerton Titans, puis pour les Milwaukee Panthers. Elle est fréquente l'Université d'État de Californie à Fullerton en 2015. Elle fréquente ensuite à l'Université du Wisconsin à Milwaukee, jouant 11 rencontres pour les Milwaukee Panthers lors de ses trois années.

### En sélection
Davies-McDaniel représente les Philippines lors des éliminatoires de la Coupe d'Asie 2022. 
Elle fait partie de l'équipe des Philippines qui participe à la Coupe d'Asie 2022 en Inde. La joueuse est incluse dans l'équipe qui dispute le match historique des quarts de finale contre Taipei chinois, qui se solde par une séance de tirs au but après un match nul 1-1. Elle empêche deux des trois penaltys de Taipei chinois et réussit un penalty elle-même. L‘équipe termine sa campagne par une défaite 0-2 contre la Corée du Sud en demi-finale. En conséquence, les Philippines sont qualifiées pour la première fois de leur histoire pour une Coupe du monde.

## Vie privée
La sœur d'Olivia Davies-McDaniel, Chandler, est également footballeuse internationale philippine, tandis que son frère Griffin fait partie du club philippin de Stallion Laguna depuis 2020.

## Palmarès
Équipe des Philippines
- Jeux d'Asie du Sud-Est (1) :
  - Troisième : 2021.
- Championnat d'Asie du Sud-Est (1) :
  - Vainqueure : 2022.